# 蔡英挺
蔡英挺（1954年4月—），籍贯福建省石狮市，生于晋江县青阳镇（今晋江市）。中国人民解放军上将。中国共产党第十七届中央委员会候补委员、第十八届中央委员会委员。曾任中国人民解放军副总参谋长、南京军区司令员、中国人民解放军军事科学院院长。

## 生平
蔡英挺于1970年12月入伍，曾任班长、排长、军区参谋、守备师副参谋长、南京军区司令部作战部副部长。
1996年起，先后担任中央军委副主席张万年秘书、中央军委办公厅副主任等职。
2002年，任南京军区副参谋长。
2004年，任陆军第三十一集团军军长。
2007年，任南京军区参谋长。
2011年7月，升任中国人民解放军副总参谋长。
2012年10月，任南京军区司令员。
2016年2月，任军事科学院院长。
2017年1月，卸任军事科学院院长。
2009年，晋升为中将军衔。2013年7月，晋升为上将军衔。